# Jacnia
Jacnia – wieś w Polsce położona w województwie lubelskim, w powiecie zamojskim, w gminie Adamów. Leży nad rzeczką Jacynką, przy drodze wojewódzkiej nr .
W latach 1975–1998 miejscowość administracyjnie należała do ówczesnego województwa zamojskiego.
Wieś jest sołectwem w gminie Adamów. Według  Narodowego Spisu Powszechnego Ludności i Mieszkań z roku 2011 wieś m miała 531 mieszkańców i była trzecią co do liczby ludności miejscowością gminy.
Wierni Kościoła rzymskokatolickiego należą do parafii pod wezwaniem Zesłania Ducha Świętego w Krasnobrodzie.
| SIMC    | Nazwa  | Rodzaj    |
| ------- | ------ | --------- |
| 0885197 | Bródki | część wsi |

## Historia
Pierwsza wzmianka o miejscowości pochodzi z 1722 roku.
Według Słownika geograficznego Królestwa Polskiego z roku 1882 wieś i folwark w powiecie zamojskim, ówczesnej gminie Podklasztor, parafii Krasnobród. Jacnia leży śród lasów na południe od Zamościa oddalona o 20 wiorst około 1882 roku wieś liczyła domów dworskich 1, włościańskich 43, mieszkańców katolików 238 a łącznie 294 dusz. Obszar włościański stanowił 855 mórg, gleba piaszczysta, obszar dworski zaś zaliczony był do majątku Krasnobród.
We wrześniu 1939 roku żołnierze z Wołyńskiej Brygady Kawalerii dowodzonej przez pułkownika Filipowicza oraz Kombinowanej Brygady Kawalerii dowodzonej przez pułkownika Zakrzewskiego toczyli pod Jacnią ciężkie walki z VII Korpusem wojsk niemieckich.

## Sport
LKS Orion Jacnia

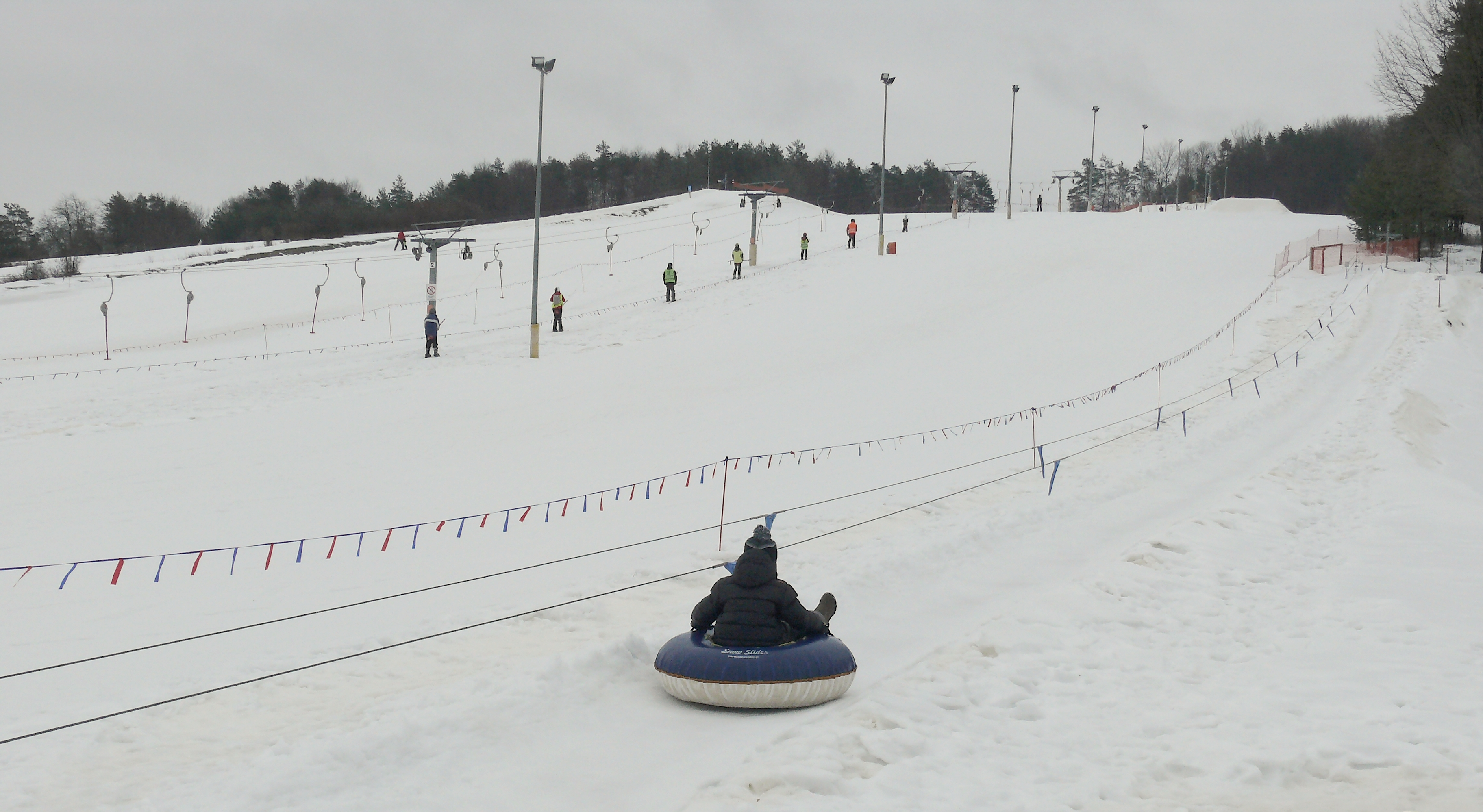
tereny rekreacyjne

- W Jacni funkcjonuje Ludowy Klub Sportowy Orion Jacnia – amatorski klub piłkarski, założony w 1990 roku. Obecnie drużyna seniorów występuje w rozgrywkach w klasy B w grupie zamojskiej II. Orion rozgrywa mecze na Stadionie znajdującym się w Jacni, o pojemności 200 widzów.
- W Jacni znajdują się dwa stoki narciarskie: jeden o długości 460, drugi 200 metrów. Na dużym stoku znajduje się wyciąg talerzykowy, a na małym wyciąg haczykowy.Znajduje się tam również teren, który jest przeznaczony do uprawiania snowtubingu.